# Cherry AG
Cherry AG (ранее Cherry Corporation, стилизованная как CHERRY) — немецкий производитель периферийных устройств для компьютеров, уходящий корнями в США со штаб-квартирой в Германии. Также есть дополнительные офисы в США, Франции и Китае. Они производили широкий ряд продукции, включая датчики, вибраторы и автомобильные модули, до 2008 года, когда Питер Черри, сын Уолтера Л. Черри, продал свою компанию ZF Friedrichshafen немецкому поставщику для автомобильной промышленности. Cherry была переименована в ZF Electronics GmbH, а бренд Cherry сохранился только для устройств компьютерного ввода. С начала 2016 года эта линейка продуктов работает на рынке самостоятельно под названием Cherry Group.

## История компании
Компания Cherry была основана Уолтером Черри в 1953 году в цокольном этаже ресторана в Хайленд-Парке, штат Иллинойс, США. После смерти основателя, его сын Питер стал владельцем организации. В 1979 году штаб-квартира компании была перенесена в Ауэрбах-ин-дер-Оберпфальц, Западная Германия. Cherry производит клавиатуры с 1973 года и утверждает, что является старейшим производителем клавиатур, продолжающим свою деятельность.
В 2008 году компания Cherry была куплена ZF Friedrichshafen AG и включена в состав корпоративного подразделения ZF Electronics GmbH. После восьмилетнего сотрудничества с ZF Friedrichshafen AG компания Cherry (производитель компьютерных устройств ввода) была продана GENUI Partners в октябре 2016 года. В октябре 2020 года Cherry была приобретена частной инвестиционной компанией Argand Partners и с июня 2021 года котируется на Франкфуртской фондовой бирже как C3RY. Бренд Cherry продолжает использоваться.
В 2019 году компания вызвала споры, организовав розыгрыш призов, до которых не допускались женщины-геймеры, что привело к бойкоту со стороны некоторых пользователей в Китае. Компания утверждала, что призы все равно достанутся женщинам, и пересмотрев условия акции.
Cherry имеет производственные мощности в Европе (в основном в Байройте, Германия), Азии и Америке. Все продукты компании проектируются и разрабатываются в её штаб-квартире в Ауэрбахе в Оберпфальце. Кроме того, она имеет представительства в Великобритании, Италии, Франции, Гонконге, Индии, Мексике, Австралии и других странах, а также дистрибьюторов в большинстве крупных стран.

## Продукция
Среди широко известных продуктов — линейка механических свитчей MX и ML, включая красные, синие и коричневые переключатели, которые используются в промышленной электронике и точках продаж с момента их появления в 1980-х годах, а с недавних пор (примерно с 2008 года) — и многочисленными производителями потребительских клавиатур для ПК.
На выставке CES 2017 анонсировала обновление своей «классической» клавиатуры G80-3000 с пониженным уровнем шума. The Verge сообщил, что новая версия «исправила фатальный недостаток» механических клавиатур компании — их клацающие звуки. По словам TechCrunch, Cherry «долгое время была стандартом де-факто для механических клавиатурных переключателей». Три года спустя компания выпустила свой первый «полностью механический переключатель», предназначенный для «рынка стоимости», или клавиатур по более низкой цене.
В настоящее время Cherry производит следующие продукты:
- Клавиатуры
- Мыши
- Картридеры
- Периферийные устройства
- Технология MIX

Свитчи Cherry «Mechanical X-Point» («MX») разработаны и запатентованы в начале 1980-х годов и впервые поступили в продажу около 1985 года. На рынке потребительских клавиатур Cherry MX часто обозначаются цветом штока клавиши — части механизма под колпачком, которая перемещается вниз при нажатии.
Производители клавиатур, такие как Cooler Master, Corsair и G.Skill, используют Cherry MX в своих разработках или «имитируют их», например, переключатели Kailh Green от Razer в первом поколении Razer Black widow Chroma. Cherry продает свои собственные клавиатуры в «скромных объёмах». В её клавиатуре MX 10.0 TKL отсутствует секция с десятью клавишами. В 2018 году компания представила механические свитчи для более тонких клавиатур. Она выпускает свои переключатели Cherry MX Silent, или Pink, в качестве ассортимента для таких клавиатур, как Corsair K70.

## Награды
В 2008 году производственное предприятие Cherry в Байройте получило награду Bayerischer Qualitätspreis 2008. В конце 2006 года Cherry получила награду «Автомобильное бережливое производство» от немецкого экономического журнала Automobil-Produktion. В 2005 году компания Cherry GmbH в Ауэрбахе получила награду Industrial Excellence Award как лучший европейский промышленный объект.